# Association sportive des FAR (basket-ball féminin)
Pour les articles homonymes, voir Association sportive des FAR.
La section féminine de Basket-ball est l'une des nombreuses sections du club marocain omnisports de l'Association sportive des FAR (omnisports), dont le club de football est la plus connue.

## Histoire
Lors de la saison 2007-2008, le club signe un doublé (championnat + coupe) en battant en finale de championnat le FUS de Rabat par 60-63 et en finale de coupe l'équipe féminine du Wydad AC sur le score de 46-37.

## Palmarès
- Championnat du Maroc (5)
  - Champion : 2004, 2005, 2006, 2007, 2008

- Coupe du trône (10)
  - Vainqueur : 1987, 1998, 1999, 2000, 2001, 2003, 2005, 2006, 2007, 2008
  - Finaliste : 1986, 1988, 1989, 1991, 1992, 2004

## Club Omnisports
- Association sportive des FAR (omnisports)
- Association sportive des FAR (football)
- Association sportive des FAR (basket-ball)
- Association sportive des FAR (handball)
- Association sportive des FAR (volley-ball)